# Wólka Grodziska (województwo mazowieckie)
Wólka Grodziska – wieś sołecka w Polsce położona w województwie mazowieckim, w powiecie grodziskim, w gminie Grodzisk Mazowiecki.
Za Królestwa Polskiego istniała gmina Wólka Grodziska.
W latach 1975–1998 miejscowość należała administracyjnie do województwa warszawskiego.